# ترمینال رایانه

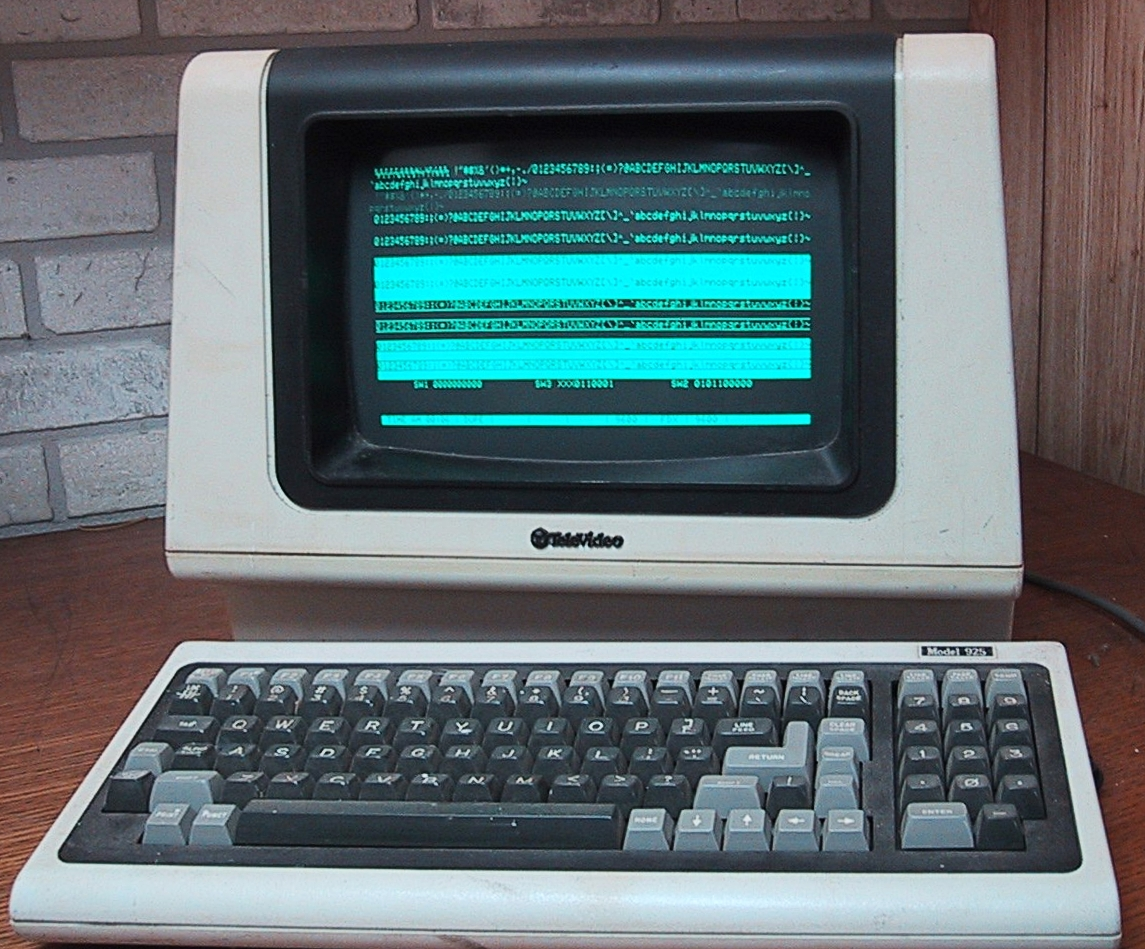

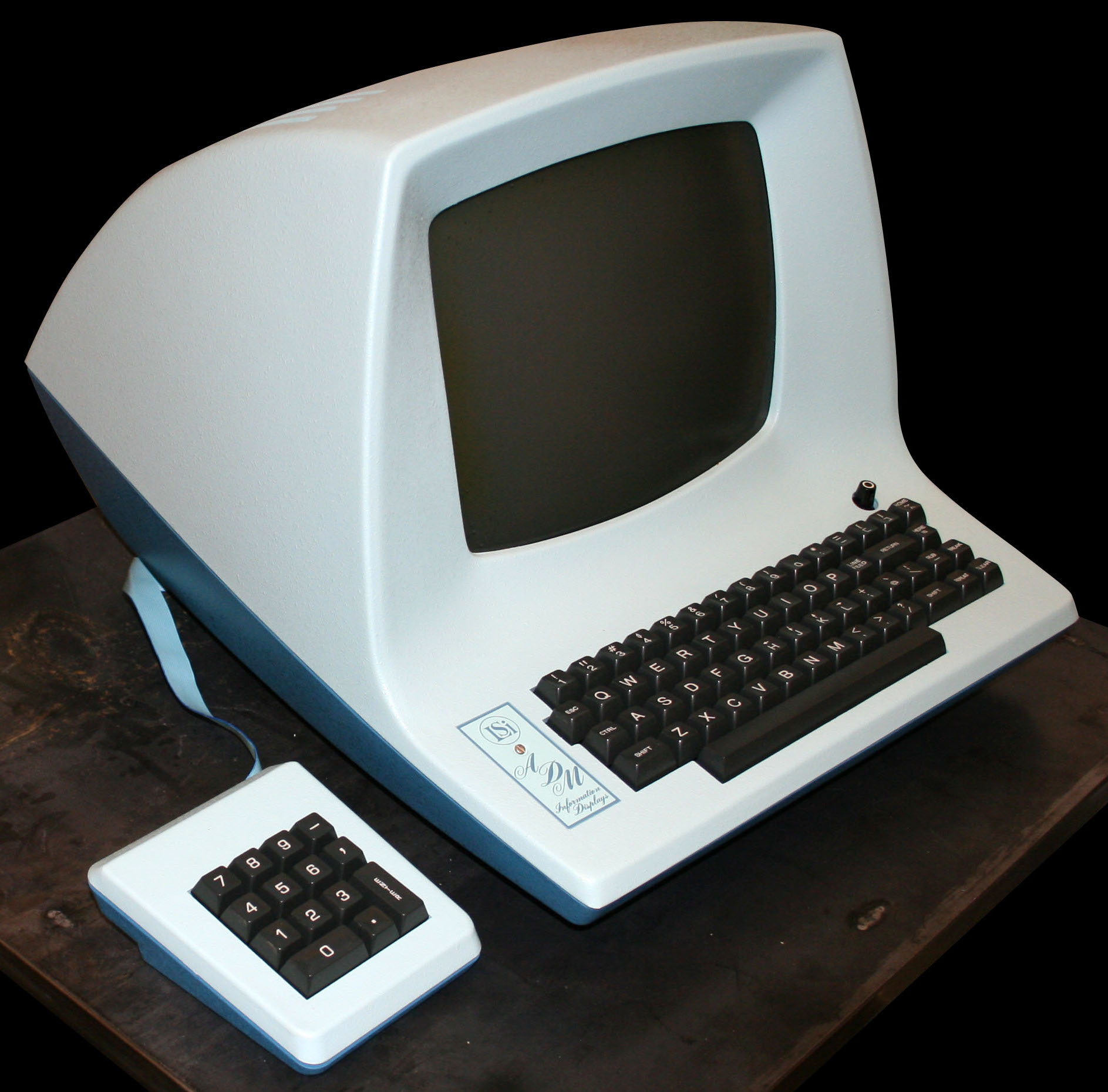
[//en.wikipedia.org/wiki/ADM-3A ADM-3A] از اولین ترمینال‌های رایانه بود.

ترمینال رایانه یا پایانه رایانه یک دستگاه سخت‌افزاری الکتریکی یا الکترومکانیکی است که از آن برای وارد کردن داده‌ها ، و نمایش داده ها از یک رایانه یا یک سامانه رایانشی استفاده میشود. ترمینال‌های اولیه دستگاه‌های ارزان قیمتی بودند اما در مقایسه با کارت پانچ یا نوار پانچ اطلاعات را با سرعت خیلی آهسته‌تری به رایانه وارد می‌کردند اما با پیشرفت فناوری و با باب شدن دستگاه‌های نمایشی، ترمینال‌ها اینگونه روش‌های قدیمی برقراری ارتباط با رایانه(کارت پانچ و نوار پانچ) را به کنار راندن و کم کم محبوب شدند و حالا ترمینال یک ابزار قدرتمند برای لینوکس ، یونیکس ، ویندوز ، مکینتاش، شده است ولی استفاده بیشتر آن در گنو/لینوکس برای اجرای دستورهایی مانند روشن و  خاموش کردن سیستم ،نمایش فایل ها، و  مدیریت سیستم بدون استفاده از دکمه و واسط گرافیکی است .
به طور معمول یک ترمینال متشکل از یک صفحه نمایش و صفحه کلید بود.